# Thoraxchirurgie
Thoraxchirurgie is de tak van de heelkunde die zich bezighoudt met operaties aan in de thorax gelegen organen, zoals het hart, de longen en de intrathoracale bloedvaten. Vaak wordt hierbij gebruikgemaakt van een hart-longmachine.
De opleiding tot thoraxchirurg bestaat uit (na de opleiding geneeskunde) een vooropleiding algemene chirurgie van twee jaar, gevolgd door vier jaar thoraxchirurgie.
De taken van een thoraxchirurg kunnen verschillen per ziekenhuis. In ziekenhuizen die beschikken over een longchirurg voeren thoraxchirurgen bijvoorbeeld doorgaans geen longoperaties uit, maar beperken zij zich tot hartoperaties en operaties aan intrathoracale bloedvaten.

## Openhartchirurgie
Wanneer een hart-longmachine wordt gebruikt om de pompfunctie van het hart over te nemen, spreekt men officieel van openhartchirurgie, ook wanneer het hart feitelijk niet wordt geopend. Deze operaties worden slechts in enkele ziekenhuizen verricht. In Nederland zijn dat alle acht universitaire ziekenhuizen, alsmede het Onze Lieve Vrouwe Gasthuis in Amsterdam, Amphia Ziekenhuis in Breda, het Catharina-ziekenhuis in Eindhoven, het Medisch Spectrum Twente te Enschede, de Isala Klinieken in Zwolle en het Sint Antonius Ziekenhuis in Nieuwegein.